# Daniel Hagari
Daniel Hagari o Dani Hagari (hebreu: דניאל "דני" הגרי‎; Tel-Aviv, 1976) és un militar israelià. És General de brigada de les Forces de Defensa d'Israel (Tat-Aluf) i actualment (2023) exerceix com a cap de la Unitat de Portaveus de les FDI. Anteriorment, va exercir com a comandant de la Direcció d'Operacions de la marina israeliana, d'assistent del Cap de l'Estat Major, Comandant de la unitat Xayyétet 13 i de l'oficina del Cap de l'Estat Major.

## Biografia
Hagari té esposa i 4 fills. És llicenciat en Filosofia i té un Màster en Diplomàcia i Seguretat, totes dues coses per la Universitat de Tel-Aviv.
Un germà petit d'Hagari, Ben (nascut el 1981) és un artista que treballa en el camp del videoart, i el segon germà petit, Yoni, es troba en un centre de rehabilitació per a pacients amb autisme.

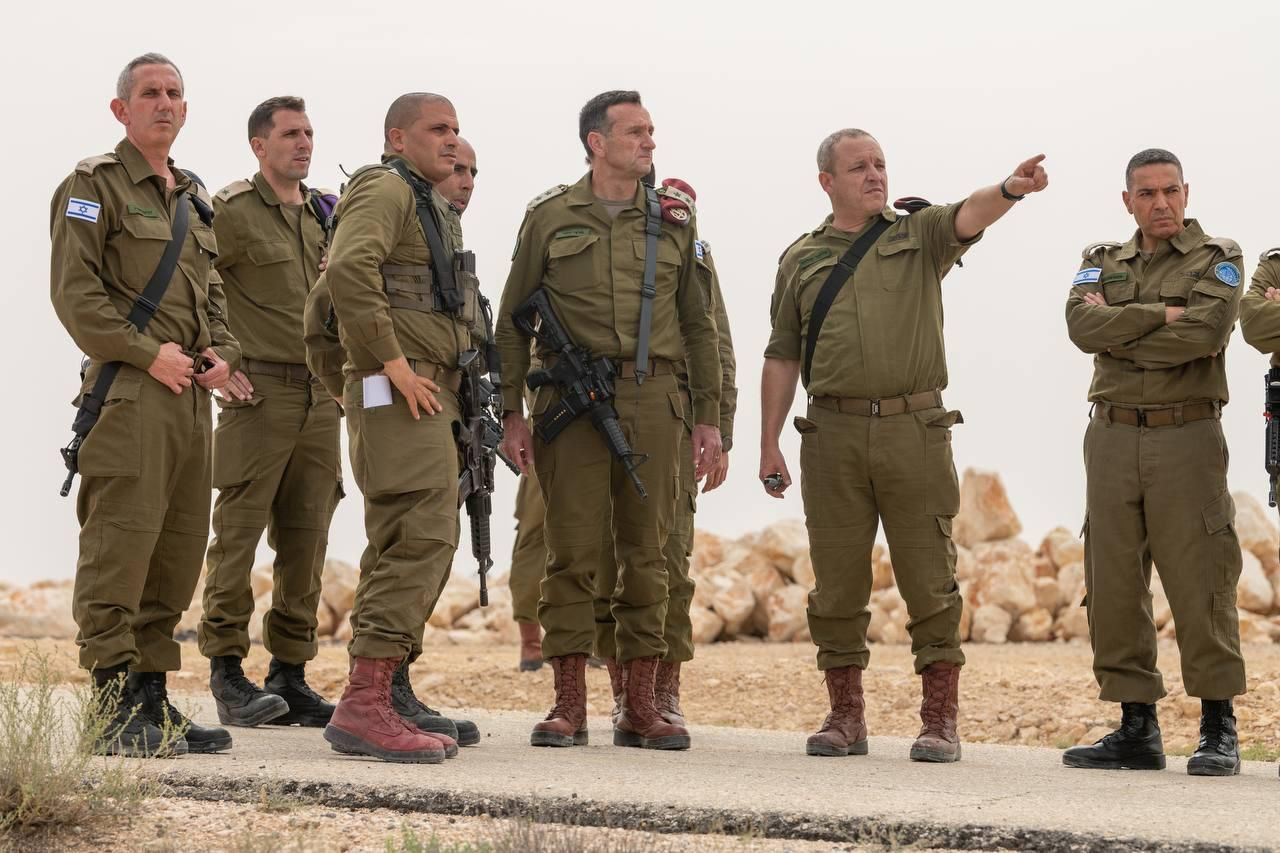
Daniel Hagari (a l'esquerra) fent un reconeixement a la frontera egípcia amb el Ranatcal Herzi Halevi.

### Servei militar
Hagari es va unir a les Forces de Defensa d'Israel el març de 1995 i es va oferir com a voluntari a la unitat d'operacions especials navals, Xayyétet 13. Després de completar la formació de combatent al Xayyétet, va fer el curs d'oficials d'infanteria, després del qual va tornar a Xayyétet i va ser nomenat comandant d'escamot durant l'Operació Escut Defensiu de 2002. Posteriorment, entre 2003 i 2004, va exercir com a comandant adjunt del Gadsar Nahal, unitat de forces especials de la Brigada Nahal, i després va ser nomenat subcomandant de combatents a Xayyétet 13.
El 2007, va ser ascendit al rang de tinent coronel (Sgan-Aluf) i nomenat comandant d'un esquadró de vaixells al Xayyétet 13, càrrec que va ocupar fins a 2009. Després va ser nomenat comandant d'un esquadró d'entrenament al mateix Xayyétet 13 entre 2009 i 2011. Més tard va ocupar el càrrec de subcomandant del Xayyétet 13 entre 2011 i 2012. Posteriorment va ser nomenat cap de l'oficina del Cap de Gabinet Benny Gantz, càrrec que va ocupar entre els anys 2013-2015.
El 2015 va ser ascendit al rang de coronel (Aluf-Mishne) i nomenat cap de la direcció d'operacions de la Marina d'Israel, fins a 2017. Al maig de 2017 va ser nomenat assistent del Cap de l'Estat Major, Gadi Eizenkot, i va servir en el lloc durant l'Operació de l'Escut del Nord; en aquest càrrec s'hi va estar fins a 2019. El 31 de juliol de 2019 va ser nomenat Comandant del Xayyétet 13, càrrec que va desenvolupar fins al 15 de juny de 2021.
Per la feina feta al comandament del Xayyétet 13, va rebre la Medalla d'Apreciació del Cap de l'Estat Major i el premi del Cap de l'Estat Major per unitats excel·lents el 2020, i la menció del Cap de l'Estat Major el 16 de juny de 2021. Al final del seu càrrec, va ser ascendit al grau de General de Brigada (Tat-Aluf) i el 17 de juny de 2021 va assumir el càrrec de Cap de la Flota de l'Armada.

## Portaveu de les FDI
El 29 de març de 2023, va ser nomenat Cap de la Unitat de Portaveus de les FDI, en substitució del general de brigada Ran Kokhav. Va ser el portaveu de les FDI durant les operacions Escut i Fletxa a la Franja de Gaza el maig de 2023, Casa i Jardí a Jenin el juliol de 2023 i durant el conflicte desencadenat després de la invasió de Hamàs al sud d'Israel el 7 d'octubre de 2023 i la posterior Operació Espases de Ferro, que va començar com a resposta.